# Namaka (mjesec)
Namaka, jedan od dva poznata prirodna satelita patuljastog planeta 136108 Haumea. Fotometrijska promatranja sugeriraju da joj je površina načinjena od leda.